# Ronyonera

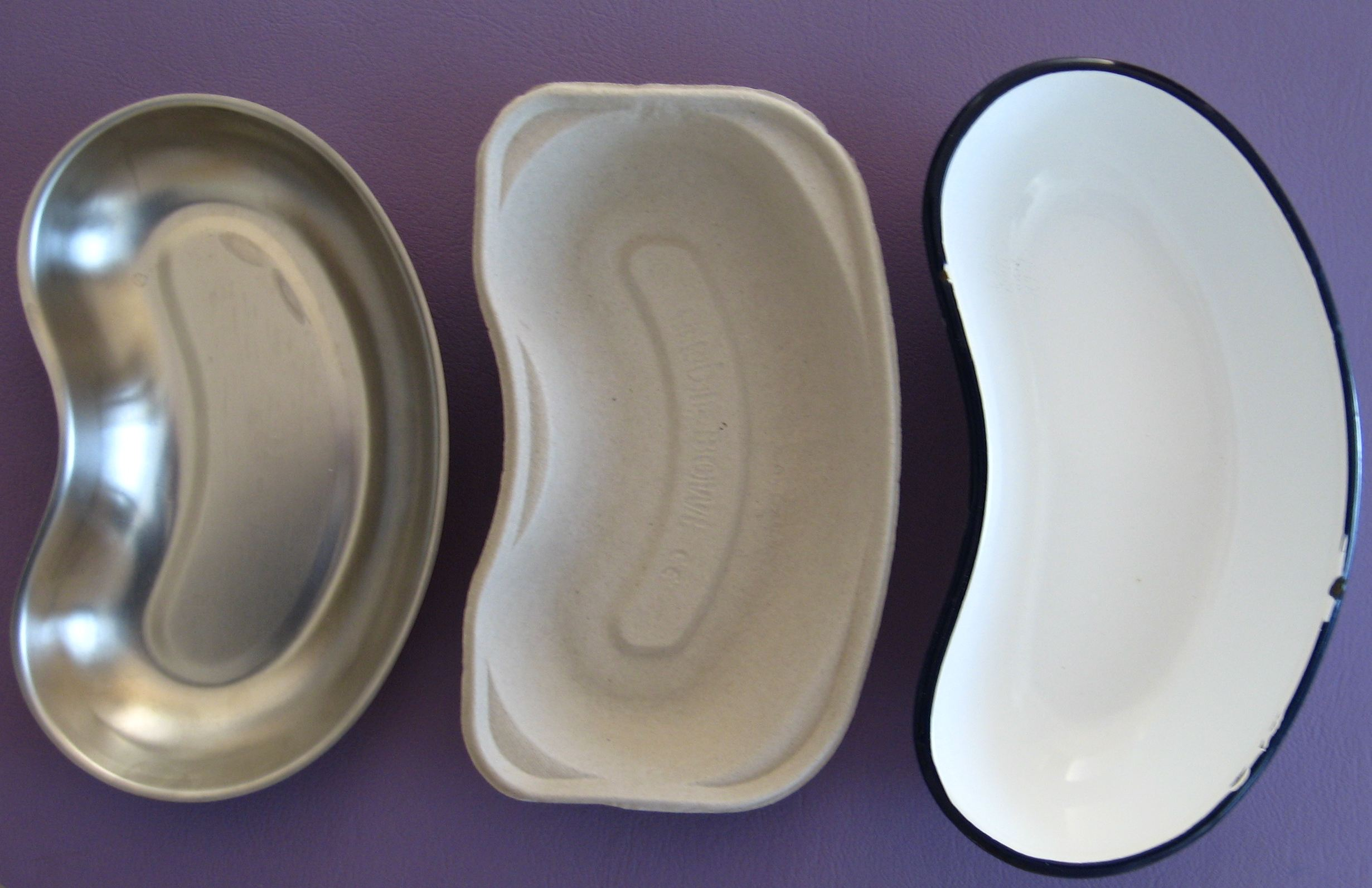
Ronyoneres en diferents materials, acer inoxidable, cartó i porcellana.

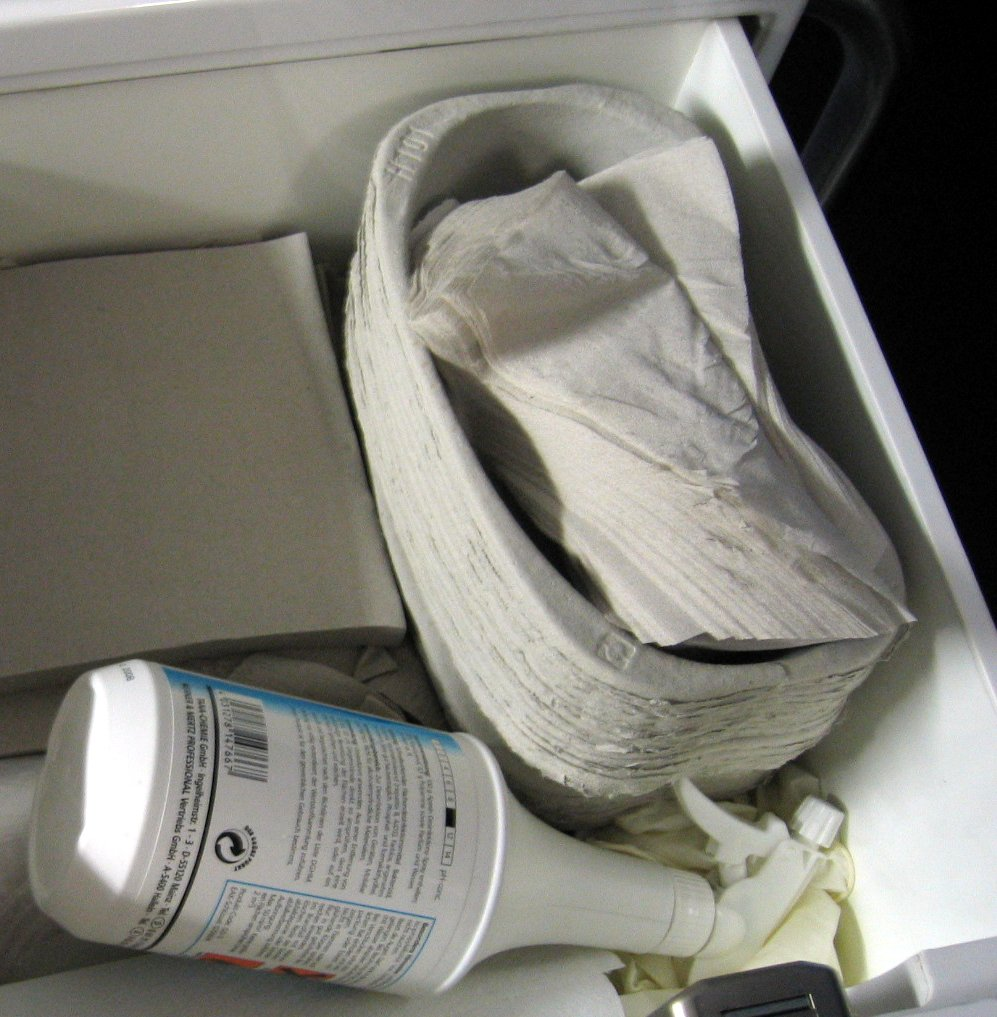
Ronyoneres d'un sol ús apilables.

La ronyorena és una safata poc profunda amb forma de ronyó utilitzada, en consultoris mèdics i petites intervencions quirúrgiques, per rebre els apòsits bruts i d'altres rebuigs mèdics.
Les ronyoneres poden ésser reutilitzables i es fabriquen d'acer inoxidable, mentre que les d'un sol ús poden estar fetes de pasta de cel·lulosa o de plàstic. La versió d'un sol ús de cartó va ser inventada per la científica forense dels Estats Units Bessie Blount Griffin.

## Informació
La forma de la safata permet que es pugui mantenir contra el cos del pacient per recollir qualsevol fluid o rebuig que calgui. És comú que als establiments mèdics es trobin diverses mides de ronyonera, també estan presents en les instal·lacions com llars d'ancians que poden ésser necessàries per als pacients prostrats al llit. Cada any més de 100 milions s'utilitzen en el sistema sanitari o en cures de atenció familiar. En general, el volum d'una ronyonera és de 700 ml, la seva longitud és de 25 cm/26 cm, la seva amplada d'11 cm i profunditat de 5 cm.
La ronyonera d'un sol ús està reemplaçant les d'acer inoxidable, perquè la utilitzaciód'aquests productes poden disminuir el contagi de malalties. Aquestes safates no se utilitzen, en general, per al vòmit, ja que la profunditat, la mida i les parets inclinades contribueixen a vessar o esquitxar el vòmit en lloc de capturar-lo netament. Són adequades per a situacions més controlades, per exemple, en rentar un petita ferida emprant dues d'elles, una per vessar l'aigua de rentatge des de la part superior i una altra sota per recollir-la. La forma còncava de la vora interior ajuda a ajustar-se al cos del pacient.